# Fjällbräcka
Fjällbräcka (Saxifraga nivalis) är en växt i familjen stenbräckeväxter. Den förekommer på norra halvklotet där den huvudsakligen växer i fjälltrakter, däribland skandinaviska fjällkedjan. 
Fjällbräcka är en flerårig ört som bildar en basal bladrosett. Bladen är närmast äggformade och har grovt tandad kant. Undersidan är ofta rödaktig. De upprätta blomskotten, som även de kan vara lite rödaktiga, är försedda med körtelhår, ogrenade eller endast sparsamt förgrenade upptill.  Blomningen börjar i juli och varar till augusti. Blomställningen är en klase och de små blommorna har vita kronblad. Ett kännetecken för fjällbräckans fruktkapsel är att dess horn är upprätta eller lite utåtböjda.